# روشا ليتلجون
روشا ليتلجون (مواليد 3 يوليو 1990) هي لاعبة كرة قدم أيرلندية تلعب كمهاجمة في نادي أستون فيلا.

## روابط خارجية
- روشا ليتلجون على موقع الاتحاد الأوربي (الإنجليزية)
- روشا ليتلجون على موقع قاعدة بيانات كرة القدم.إي يو (الإنجليزية)
- روشا ليتلجون على موقع Soccerway.com (الإنجليزية)